# Кимбурга от Мазовия
Кимбурга от Мазовия (Кимбургис, Цимбургис, Цимбурка, Зимбург или Зимбургис) (на немски: Cimburgis (Cymburgis, Cimburga, „Zimburg“), на полски: Cymbarka Mazowiecka; * 1394 или 1397, Варшава, херцогство Мазовия; † 28 септември 1429,Тюрнитц, Долна Австрия) е полска принцеса от династията Пясти от Мазовия и втората съпруга на Ернст Железни, ерцхерцог на Вътрешна Австрия. Тя е майка на император Фридрих III и така баба на всичките по-късни Хабсбурги.

## Живот
Кимбурга е дъщеря на херцог Зимовит IV от Мазовия (1350 – 1426) и съпругата му велика княгиня Александра от Литва (1360 – 1434). Майка ѝ е сестра на Владислав II Ягело, крал на Полша, и внучка по майчина линия на великия княз Александър II от Владимирско-Суздалското княжество. Прочута е с много силните си ръце.
През януари 1412 г. Кимбурга се омъжва в Брук ан дер Мур за херцог Ернст Железни (1377 – 1424) от род Хабсбурги, който е от 1406 г. херцог на Щирия, Каринтия и Крайна. На 18 март 1414 г. Ернст започва да се нарича ерцхерцог.
Тя е погребана в манастир Лилиенфелд, Долна Австрия.

## Деца
- Фридрих III (V) (1415 – 1493), император
- Маргарета (1416 – 1486), ∞ 1431 г. за курфюрст Фридрих II Кроткия от Саксония (1412 – 1464)
- Албрехт VI (1418 – 1463), ∞ 1452 г. за принцеса Мехтхилд фон Пфалц (1419 – 1482)
- Катарина (1420 – 1493), ∞ 1447 маркграф Карл I фон Баден (1427 – 1475)
- Ернст (1420 – 1432)
- Александра (*/† 1421)
- Анна (*/† 1422)
- Рудолф (*/† 1424)
- Леополд (*/† 1424)

- Фридрих III (V)
- Маргарета
- Албрехт VI